# 24118 Babazadeh
24118 Babazadeh este un asteroid din centura principală de asteroizi.

## Descriere
24118 Babazadeh este un asteroid din centura principală de asteroizi. A fost descoperit pe 3 noiembrie 1999 la Socorro, New Mexico, în cadrul proiectului LINEAR. Asteroidul prezintă o orbită caracterizată de o semiaxă mare de 2,79 ua, o excentricitate de 0,07 și o înclinație de 3,7° în raport cu ecliptica.